# 莫尔浚
莫尔浚（？—1658），大兴人，清朝政治人物。举人出身。又称尔滤，顺天癸酉举人，祖籍广东恩平，以工部虞衡司郎中，出为延平府知府。
顺治八年（1651年）接替赵秉枢任延平府，￼￼顺治十二年(1655)由李佐圣接任。
知府莫尔浚墓在水东华藏净室左山(今福建南平市延平区工业路水东华藏寺左山)。公号冰庵，北直大兴人(今北京)。顺天癸酉举人。顺治间，以工部郎中出知延平，笃学好文，知人得士，遭时论罢。寓郡三年，忧郁而卒。戊戌僚属绅衿子民卜葬此。